# سانتیاگو اورتیسبره
سانتیاگو اورتیسبره (انگلیسی: Santiago Urtizberea; ۲۵ ژوئیهٔ ۱۹۰۹ – ۱۸ ژانویهٔ ۱۹۸۵) بازیکن فوتبال اهل اسپانیا بود.
از باشگاه‌هایی که در آن بازی کرده‌است می‌توان به باشگاه فوتبال بوردو و باشگاه فوتبال رئال سوسیداد اشاره کرد.